# 316020 Linshuhow
316020 Linshuhow este o planetă minoră (asteroid) din centura de asteroizi. A fost descoperită pe 21 martie 2009 la Lulin Observatory⁠(d) de Winson Tsai⁠(d) și a fost numită după Jeremy Lin⁠(d). 
Obiectul prezintă o orbită caracterizată de o semiaxă mare de 2,2795997356797 UAi, o excentricitate de 0,19, o înclinație de 1,5 ° în raport cu ecliptica.